# Eucalyptus vokesensis
Eucalyptus vokesensis är en myrtenväxtart som beskrevs av D. Nicolle och Lawrence Alexander Sidney Johnson. Eucalyptus vokesensis ingår i släktet Eucalyptus och familjen myrtenväxter. Inga underarter finns listade i Catalogue of Life.